# Martin, Slovakia
'Martin (tiếng Slovak: Turčiansky Svätý Martin đến năm 1950, tiếng Hungary: Turócszentmárton, tiếng Đức: Turz-Sankt Martin, Latin: Sanctus Martinus / Martinopolis) là một thành phố ở miền bắc Slovakia, nằm bên sông Turiec, giữa Mala Fatra và núi Veľká Fatra, gần thành phố Zilina. Dân số khoảng 58.000 người, mà làm cho nó là thành phố lớn thứ 8 ở Slovakia. Đây là trung tâm của khu vực Turiec và quận Martin.

## Lịch sử
Từ nửa thứ hai của thế kỷ thứ 10 cho đến năm 1918, nó là một phần của Vương quốc Hungary. Tài liệu tham khảo đầu tiên để Martin nguồn bằng văn bản là ngày 1284 theo tên của Vila Sancti Martini.
Trong thế kỷ 15 đầy biến động, Martin bị nhiều tai họa, ví dụ từ các cuộc tấn công của những người Hussite năm 1433, khi thị trấn đã bị đốt cháy. Chỉ 10 năm sau, nó đã bị phá hủy bởi một trận động đất và Martin bắt đầu được dần dần bị suy thoái từ hoàng gia tới thị trấn đặc quyền và chịu ảnh hưởng trực tiếp của gia đình Révay.
Từ thế kỷ 18, Martin đã trở thành trung tâm của quận Turóc.
Thành phố trở thành trung tâm văn hóa quan trọng nhất Slovakia vào thế kỷ 19. Một số tổ chức văn hóa (bao gồm cả Matica Slovakia và Bảo tàng Quốc gia Slovakia) được thành lập ở đó. Hầu hết các hoạt động chính trị dẫn đến sự giải phóng quốc gia  Slovakia trong thế kỷ 19 và đầu thế kỷ 20 đã được tổ chức trong hoặc từ Martin. Thị trấn cũng đã được công nghiệp hóa vào thời điểm này. Các tác phẩm in ấn đầu tiên đã được thành lập vào năm 1869, nhà máy sản xuất đồ nội thất Tatra nábytok vào năm 1890, và như vậy.

## Dân số
| Năm            | 1994   | 2004   | 2014   | 2024    |
| -------------- | ------ | ------ | ------ | ------- |
| Số lượng người | 60.511 | 59.449 | 56.053 | 50.346  |
| Sự khác biệt   |        | −1,75% | −5,71% | −10,18% |

| Năm            | 2023   | 2024   |
| -------------- | ------ | ------ |
| Số lượng người | 50.629 | 50.346 |
| Sự khác biệt   |        | −0,55% |